# إن فيو
إن ڤيو (بالإنجليزية: Nvu)‏، برنامج تحرير لغة رقم النص الفائق (بالإنجليزية: HTML)‏ مفتوح المصدر. صدر الإصدار رقم 0.1 في 4 فبراير، 2004. البرنامج متاح لأنظمة التشغيل ويندوز ولينكس وماكنتوش.

## تاريخ الإصدارات
- 0.1 أصدرت في 4 فبراير، 2004
- 0.20 أصدرت في 25 مارس، 2004
- 0.3 أصدرت في 11 يونيو، 2004
- 0.4 أصدرت في 10 أغسطس، 2004
- 0.5 أصدرت في 6 أكتوبر، 2004
- 0.6 (1.0b) أصدرت في 26 نوفمبر، 2004
- 0.7 (1.0b2) أصدرت في 6 يناير، 2005
- 0.8 (1.0b3) أصدرت في 2 فبراير، 2005
- 0.81 أصدرت في 9 فبراير، 2005
- 0.90RC1 أصدرت في 4 مارس، 2005
- 0.90 أصدرت في 11 مارس، 2005
- 1.0PR أصدرت في 5 أبريل، 2005
- 1.0 أصدرت في 28 يونيو، 2005 [2]

العديد من النسخ الغير رسمية، التي تتضمن إصلاح عيوب برمجية أصدرت تحت اسم كمبوزر الذي صدر من يوليو 2006، كما أن النسخة المحمولة منه أصدرت على بورتبل.كوم.